# Niedertrebra
Niedertrebra é um município da Alemanha, situado no distrito de Weimarer Land, no estado da Turíngia. Tem 8,98 km² de área, e sua população em 2019 foi estimada em 751 habitantes.